# Nordjyllands Amtskreds
Nordjyllands Amtskreds var en amtskreds omfattende Nordjyllands Amt. Kredsen blev nedlagt ved Strukturreformen i 2007, hvorefter området indgår i Nordjyllands Storkreds. 
Amtskredsen var inddelt i følgende opstillingskredse, med deres bestanddelskommuner i parentes:
- Frederikshavnkredsen (bestående af Frederikshavn, Læsø, og Skagen Kommuner)
- Sæbykredsen (bestående af Brønderslev, Dronninglund, og Sæby Kommuner)
- Hjørringkredsen (bestående af Hirtshals, Hjørring, og Sindal Kommuner)
- Fjerritslevkredsen (bestående af Brovst, Fjerritslev, Løkken-Vrå, og Pandrup Kommuner)
- Aalborg Nordkredsen (bestående af Hals og Aabybro Kommuner og desuden dele af Aalborg Kommune)
- Aalborg Vestkredsen (bestående af dele af Aalborg Kommune)
- Aalborg Østkredsen (bestående af dele af Aalborg Kommune)
- Hobrokredsen (bestående af Arden, Hadsund, Hobro, Sejlflod, og Skørping Kommuner)
- Aarskredsen (bestående af Farsø, Løgstør, Nibe, Nørager, Støvring, og Aars Kommuner)

## Valgresultater 1971 - 2005

### Folketingsvalget 2005
| Liste                               | Stemmer | Stemmer | +/-     | Mandater | +/-     | Valgte                                                                                |
| ----------------------------------- | ------- | ------- | ------- | -------- | ------- | ------------------------------------------------------------------------------------- |
| A. Socialdemokratiet                | 95.312  | 30,7 %  | - 0,8   | 6        | + 1     | Frank Jensen, Bjarne Laustsen, Arne Toft, Ole Stavad, Lene Hansen, Rasmus Prehn       |
| V. Venstre, Danmarks Liberale Parti | 87.579  | 28,2 %  | - 3,5   | 5        | - 1     | Christian Mejdahl, Inge-Lene Ebdrup, Tina Nedergaard, Helge Sander, Birgitte Josefsen |
| O. Dansk Folkeparti                 | 37.390  | 12,1 %  | + 1,1   | 2        | -       | Bent Bøgsted, Anita Knakkergaard                                                      |
| C. Det Konservative Folkeparti      | 36.296  | 11,7 %  | + 1,8   | 2        | + 1     | Lene Espersen, Jakob Axel Nielsen                                                     |
| B. Det Radikale Venstre             | 23.734  | 7,7 %   | + 3,5   | 1        | -       | Marianne Jelved                                                                       |
| F. Socialistisk Folkeparti          | 13.069  | 4,2 %   | - 0,4   | 1        | -       | Pernille Vigsø Bagge                                                                  |
| Ø. Enhedslisten - De Rød-Grønne     | 6.768   | 2,2 %   | + 0,2   | 1        | + 1     | Per Clausen                                                                           |
| K. Kristendemokraterne              | 6.158   | 2,0 %   | - 0,7   |          | - 1     |                                                                                       |
| D. Centrum-Demokraterne             | 2.958   | 1,0 %   | - 0,8   |          |         |                                                                                       |
| M. Minoritetspartiet                | 649     | 0,2 %   | + 0,2   |          |         |                                                                                       |
| Aase Heskjær                        | 51      | 0,0 %   | ny      |          | ny      |                                                                                       |
| Christian Jensen                    | 64      | 0,0 %   | ny      |          | ny      |                                                                                       |
| Ivan Johansen                       | 33      | 0,0 %   | ny      |          | ny      |                                                                                       |
| Gyldige stemmer i alt               | 310.061 | 310.061 | 310.061 | 310.061  | 310.061 | 310.061                                                                               |
| Afgivne stemmer i alt               | 312.250 | 312.250 | 312.250 | 312.250  | 312.250 | 312.250                                                                               |
| Valgdeltagelse                      | 83,7 %  | 83,7 %  | - 2,1   | - 2,1    | - 2,1   | - 2,1                                                                                 |

### Folketingsvalget 2001
| Liste                               | Stemmer | Stemmer | +/-     | Mandater | +/-     | Valgte                                                                                            |
| ----------------------------------- | ------- | ------- | ------- | -------- | ------- | ------------------------------------------------------------------------------------------------- |
| V. Venstre, Danmarks Liberale Parti | 100.763 | 31,7 %  | + 8,9   | 6        | + 3     | Svend Aage Jensby, Chr. Mejdahl, Inge-Lene Ebdrup, Tina Nedergaard, Gudrun Laub, Jens Chr. Larsen |
| A. Socialdemokratiet                | 99.977  | 31,5 %  | - 7,2   | 5        | - 1     | Frank Jensen, Arne Toft, Ole Stavad, Bjarne Laustsen, Erik Mortensen                              |
| O. Dansk Folkeparti                 | 34.872  | 11,0 %  | + 7,1   | 2        | + 1     | Anita Knakkergaard, Bent Bøgsted                                                                  |
| C. Det Konservative Folkeparti      | 31.557  | 9,9 %   | + 2,8   | 1        | -       | Lene Espersen                                                                                     |
| F. Socialistisk Folkeparti          | 14.653  | 4,6 %   | - 1,0   | 1        | -       | Lene Garsdal                                                                                      |
| B. Det Radikale Venstre             | 13.501  | 4,2 %   | + 1,0   | 1        | -       | Marianne Jelved                                                                                   |
| Q. Kristeligt Folkeparti            | 8.621   | 2,7 %   | + 0,1   | 1        | -       | Ole M. Nielsen                                                                                    |
| Ø. Enhedslisten - De Rød-Grønne     | 6.380   | 2,0 %   | + 0,3   |          | - 1     |                                                                                                   |
| D. Centrum-Demokraterne             | 5.653   | 1,8 %   | - 1,9   |          | - 1     |                                                                                                   |
| Z. Fremskridtspartiet               | 1.873   | 0,6 %   | - 9,8   |          | - 2     |                                                                                                   |
| Gyldige stemmer i alt               | 317.850 | 317.850 | 317.850 | 317.850  | 317.850 | 317.850                                                                                           |
| Afgivne stemmer i alt               | 321.108 | 321.108 | 321.108 | 321.108  | 321.108 | 321.108                                                                                           |
| Valgdeltagelse                      | 85,8 %  | 85,8 %  | + 0,6   | + 0,6    | + 0,6   | + 0,6                                                                                             |

### Folketingsvalget 1998
| Liste                               | Stemmer | Stemmer | +/-     | Mandater | +/-     | Valgte                                                                                     |
| ----------------------------------- | ------- | ------- | ------- | -------- | ------- | ------------------------------------------------------------------------------------------ |
| A. Socialdemokratiet                | 123.089 | 38,7 %  | - 0,0   | 6        | -       | Frank Jensen, Ole Stavad, Bjarne Laustsen, Holger Graversen, Erik Mortensen, Martin Glerup |
| V. Venstre, Danmarks Liberale Parti | 72.718  | 22,8 %  | - 1,6   | 3        | - 1     | Svend Aage Jensby, Chr. Mejdahl, Bodil Thrane                                              |
| Z. Fremskridtspartiet               | 33.131  | 10,4 %  | + 1,7   | 2        | + 1     | Kirsten Jacobsen, Thorkild B. Fransgaard                                                   |
| C. Det Konservative Folkeparti      | 22.496  | 7,1 %   | - 4,5   | 1        | - 1     | Lene Espersen                                                                              |
| F. Socialistisk Folkeparti          | 17.645  | 5,6 %   | + 0,2   | 1        | -       | Jes Lunde                                                                                  |
| O. Dansk Folkeparti                 | 12.469  | 3,9 %   | ny      | 1        | ny      | Ole Donner                                                                                 |
| D. Centrum-Demokraterne             | 11.759  | 3,7 %   | + 1,0   | 1        | -       | Peter Duetoft                                                                              |
| B. Det Radikale Venstre             | 10.284  | 3,2 %   | - 0,9   | 1        | -       | Marianne Jelved                                                                            |
| Q. Kristeligt Folkeparti            | 8.361   | 2,6 %   | + 0,3   | 1        | + 1     | Ole M. Nielsen                                                                             |
| Ø. Enhedslisten - De Rød-Grønne     | 5.442   | 1,7 %   | - 0,3   | 1        | -       | Frank Aaen                                                                                 |
| U. Demokratisk Fornyelse            | 925     | 0,3 %   | ny      |          | ny      |                                                                                            |
| Kandidater udenfor partierne        | 88      | 0,0 %   | - 0,1   |          |         |                                                                                            |
| Gyldige stemmer i alt               | 318.407 | 318.407 | 318.407 | 318.407  | 318.407 | 318.407                                                                                    |
| Afgivne stemmer i alt               | 320.235 | 320.235 | 320.235 | 320.235  | 320.235 | 320.235                                                                                    |
| Valgdeltagelse                      | 85,2 %  | 85,2 %  | + 2,4   | + 2,4    | + 2,4   | + 2,4                                                                                      |

### Folketingsvalget 1994
| Liste                               | Stemmer | Stemmer | +/-     | Mandater | +/-     | Valgte                                                                                         |
| ----------------------------------- | ------- | ------- | ------- | -------- | ------- | ---------------------------------------------------------------------------------------------- |
| A. Socialdemokratiet                | 119.277 | 38,7 %  | - 3,5   | 6        | - 1     | Frank Jensen, Ole Stavad, J. Risgaard Knudsen, Martin Glerup, Holger Graversen, Erik Mortensen |
| V. Venstre, Danmarks Liberale Parti | 75.137  | 24,4 %  | + 7,9   | 4        | + 1     | Svend Aage Jensby, Chr. Mejdahl, Bodil Thrane, Kim Mouritsen                                   |
| C. Det Konservative Folkeparti      | 35.813  | 11,6 %  | - 1,1   | 2        | -       | Niels Ahlmann-Ohlsen, Lene Espersen                                                            |
| Z. Fremskridtspartiet               | 26.963  | 8,7 %   | - 0,1   | 1        | -       | Kirsten Jacobsen                                                                               |
| F. Socialistisk Folkeparti          | 16.747  | 5,4 %   | - 0,4   | 1        | -       | Jes Lunde                                                                                      |
| B. Det Radikale Venstre             | 12.663  | 4,1 %   | + 0,9   | 1        | -       | Marianne Jelved                                                                                |
| D. Centrum-Demokraterne             | 8.246   | 2,7 %   | - 1,6   | 1        | -       | Peter Duetoft                                                                                  |
| Q. Kristeligt Folkeparti            | 7.148   | 2,3 %   | - 0,7   |          | - 1     |                                                                                                |
| Ø. Enhedslisten - De Rød-Grønne     | 6.136   | 2,0 %   | + 1,2   | 1        | + 1     | Frank Aaen                                                                                     |
| Kandidater udenfor partierne        | 164     | 0,1 %   | - 0,1   |          |         |                                                                                                |
| Gyldige stemmer i alt               | 308.294 | 308.294 | 308.294 | 308.294  | 308.294 | 308.294                                                                                        |
| Afgivne stemmer i alt               | 310.828 | 310.828 | 310.828 | 310.828  | 310.828 | 310.828                                                                                        |
| Valgdeltagelse                      | 82,8 %  | 82,8 %  | + 0,8   | + 0,8    | + 0,8   | + 0,8                                                                                          |

### Folketingsvalget 1990
| Liste                               | Stemmer | Stemmer | +/-     | Mandater | +/-     | Valgte                                                                                                   |
| ----------------------------------- | ------- | ------- | ------- | -------- | ------- | --- |
| A. Socialdemokratiet                | 127.578 | 42,2 %  | + 7,5   | 7        | + 1     | Ole Stavad, Frank Jensen, Kaj Poulsen, J. Risgaard Knudsen, Arne Jensen, Holger Graversen, Martin Glerup |
| V. Venstre, Danmarks Liberale Parti | 49.806  | 16,5 %  | + 2,1   | 3        | + 1     | Svend Aage Jensby, Chr. Mejdahl, Bodil Thrane                                                            |
| C. Det Konservative Folkeparti      | 38.339  | 12,7 %  | - 3,8   | 2        | - 1     | H. P. Clausen, Niels Ahlmann-Ohlsen                                                                      |
| Z. Fremskridtspartiet               | 26.529  | 8,8 %   | - 1,2   | 1        | - 1     | Kirsten Jacobsen                                                                                         |
| F. Socialistisk Folkeparti          | 17.698  | 5,8 %   | - 3,5   | 1        | - 1     | Jes Lunde                                                                                                |
| D. Centrum-Demokraterne             | 13.106  | 4,3 %   | + 0,1   | 1        | -       | Peter Duetoft                                                                                            |
| B. Det Radikale Venstre             | 9.827   | 3,2 %   | - 1,4   | 1        | -       | Marianne Jelved                                                                                          |
| Q. Kristeligt Folkeparti            | 9.030   | 3,0 %   | + 0,3   | 1        | -       | Knud Glønborg                                                                                            |
| P. Fælles Kurs                      | 4.290   | 1,3 %   | - 0,6   |          |         | |
| Ø. Enhedslisten                     | 2.453   | 0,8 %   | ny      |          | ny      | |
| G. De Grønne                        | 1.837   | 0,6 %   | - 0,3   |          |         | |
| E. Danmarks Retsforbund             | 1.436   | 0,5 %   | ny      |          | ny      | |
| Kandidater udenfor partierne        | 548     | 0,2 %   | ny      |          | ny      | |
| H. Det Humanistiske Parti           | 79      | 0,0 %   | ny      |          | ny      | |
| Gyldige stemmer i alt               | 302.556 | 302.556 | 302.556 | 302.556  | 302.556 | 302.556                                                                                                  |
| Afgivne stemmer i alt               | 304.597 | 304.597 | 304.597 | 304.597  | 304.597 | 304.597                                                                                                  |
| Valgdeltagelse                      | 82,0 %  | 82,0 %  | - 3,0   | - 3,0    | - 3,0   | - 3,0 |

### Folketingsvalget 1988
| Liste                               | Stemmer | Stemmer | +/-     | Mandater | +/-     | Valgte                                                                                    |
| ----------------------------------- | ------- | ------- | ------- | -------- | ------- | ----------------------------------------------------------------------------------------- |
| A. Socialdemokratiet                | 107.864 | 34,7 %  | - 0,2   | 6        | -       | Frank Jensen, Kaj Poulsen, Ole Stavad, J. Risgaard Knudsen, Arne Jensen, Holger Graversen |
| C. Det konservative Folkeparti      | 51.325  | 16,5 %  | - 1,9   | 3        | -       | Niels Ahlmann-Ohlsen, Jette Thomsen, H.P. Clausen                                         |
| V. Venstre, Danmarks liberale Parti | 44.811  | 14,4 %  | + 0,6   | 2        | -       | Bjørn Elmquist, Chr. Mejdahl                                                              |
| Z. Fremskridtspartiet               | 31.014  | 10,0 %  | + 4,4   | 2        | + 1     | Kirsten Jacobsen, Kristen Poulsgaard                                                      |
| F. Socialistisk Folkeparti          | 28.817  | 9,3 %   | - 1,1   | 2        | -       | Jes Lunde, Ib Bjørn Poulsen                                                               |
| B. Det radikale Venstre             | 14.283  | 4,6 %   | - 0,3   | 1        | -       | Hans Larsen-Ledet                                                                         |
| M. Centrum-Demokraterne             | 13.049  | 4,2 %   | + 0,2   | 1        | -       | Peter Duetoft                                                                             |
| Q. Kristeligt Folkeparti            | 8.542   | 2,7 %   | - 0,5   | 1        | -       | Knud Glønborg                                                                             |
| P. Fælles Kurs                      | 5.905   | 1,9 %   | - 0,3   |          | - 1     |                                                                                           |
| G. De Grønne                        | 2.758   | 0,9 %   | + 0,1   |          |         |                                                                                           |
| K. Danmarks kommunistiske Parti     | 1.607   | 0,5 %   | - 0,0   |          |         |                                                                                           |
| Y. Venstresocialisterne             | 1.073   | 0,3 %   | - 0,4   |          |         |                                                                                           |
| Gyldige stemmer i alt               | 311.048 | 311.048 | 311.048 | 311.048  | 311.048 | 311.048                                                                                   |
| Afgivne stemmer i alt               | 313.089 | 313.089 | 313.089 | 313.089  | 313.089 | 313.089                                                                                   |
| Valgdeltagelse                      | 85,0 %  | 85,0 %  | - 0,9   | - 0,9    | - 0,9   | - 0,9                                                                                     |

### Folketingsvalget 1987
| Liste                                           | Stemmer | Stemmer | +/-     | Mandater | +/-     | Valgte                                                                                    |
| ----------------------------------------------- | ------- | ------- | ------- | -------- | ------- | ----------------------------------------------------------------------------------------- |
| A. Socialdemokratiet                            | 109.450 | 34,9 %  | + 0,6   | 6        | -       | Kaj Poulsen, Frank Jensen, Ole Stavad, J. Risgaard Knudsen, Arne Jensen, Holger Graversen |
| C. Det konservative Folkeparti                  | 57.615  | 18,4 %  | - 2,5   | 3        | -       | Jette Thomsen, Niels Ahlmann-Ohlsen, H.P. Clausen                                         |
| V. Venstre, Danmarks liberale Parti             | 43.247  | 13,8 %  | - 1,3   | 2        | -       | Bjørn Elmquist, Chr. Mejdahl                                                              |
| F. Socialistisk Folkeparti                      | 32.733  | 10,4 %  | + 2,4   | 2        | + 1     | Jes Lunde, Ib Bjørn Poulsen                                                               |
| Z. Fremskridtspartiet                           | 17.512  | 5,6 %   | + 0,7   | 1        | -       | Kristen Poulsgaard                                                                        |
| B. Det radikale Venstre                         | 15.251  | 4,9 %   | + 0,5   | 1        | -       | Hans Larsen-Ledet                                                                         |
| M. Centrum-Demokraterne                         | 12.683  | 4,0 %   | - 1,1   | 1        | -       | Birgith Mogensen                                                                          |
| Q. Kristeligt Folkeparti                        | 9.893   | 3,2 %   | - 0,7   | 1        | -       | Knud Glønborg                                                                             |
| P. Fælles Kurs                                  | 6.764   | 2,2 %   | ny      | 1        | ny      | Henrik Berlau                                                                             |
| G. De Grønne                                    | 2.598   | 0,8 %   | ny      |          | ny      |                                                                                           |
| Y. Venstresocialisterne                         | 2.246   | 0,7 %   | - 0,8   |          | - 1     |                                                                                           |
| K. Danmarks kommunistiske Parti                 | 1.626   | 0,5 %   | + 0,1   |          |         |                                                                                           |
| E. Danmarks Retsforbund                         | 1.551   | 0,5 %   | - 0,8   |          |         |                                                                                           |
| H. Det humanistiske Parti                       | 399     | 0,1 %   | ny      |          | ny      |                                                                                           |
| I. Internationalen - Socialistisk Arbejderparti | 95      | 0,0 %   | - 0,1   |          |         |                                                                                           |
| Jytte Østerbye                                  | 84      | 0,0 %   | ny      |          | ny      |                                                                                           |
| L. Marxistisk-Leninistisk Parti                 | 74      | 0,0 %   | - 0,0   |          |         |                                                                                           |
| Gyldige stemmer i alt                           | 313.821 | 313.821 | 313.821 | 313.821  | 313.821 | 313.821                                                                                   |
| Afgivne stemmer i alt                           | 316.102 | 316.102 | 316.102 | 316.102  | 316.102 | 316.102                                                                                   |
| Valgdeltagelse                                  | 85,9 %  | 85,9 %  | - 1,8   | - 1,8    | - 1,8   | - 1,8                                                                                     |

### Folketingsvalget 1984
| Liste                                           | Stemmer | Stemmer | +/-     | Mandater | +/-     | Valgte                                                                               |
| ----------------------------------------------- | ------- | ------- | ------- | -------- | ------- | ------------------------------------------------------------------------------------ |
| A. Socialdemokratiet                            | 108.223 | 34,3 %  | - 0,8   | 6        | -       | Kjeld Olesen, Kaj Poulsen, J. Risgaard Knudsen, Ole Stavad, Arne Jensen, Mette Groes |
| C. Det konservative Folkeparti                  | 65.862  | 20,9 %  | + 10,3  | 3        | + 1     | Ib Stetter, Niels Ahlmann-Ohlsen, Jette Thomsen                                      |
| V. Venstre, Danmarks liberale Parti             | 47.400  | 15,1 %  | + 0,2   | 2        | -       | Bjørn Elmquist, Mette Madsen                                                         |
| F. Socialistisk Folkeparti                      | 25.146  | 8,0 %   | - 0,1   | 1        | -       | Jes Lunde                                                                            |
| M. Centrum-Demokraterne                         | 15.913  | 5,1 %   | - 3,8   | 1        | -       | Birgith Mogensen                                                                     |
| Z. Fremskridtspartiet                           | 15.307  | 4,9 %   | - 6,4   | 1        | - 1     | Kristen Poulsgaard                                                                   |
| B. Det radikale Venstre                         | 13.787  | 4,4 %   | + 0,6   | 1        | -       | Hans Larsen-Ledet                                                                    |
| Q. Kristeligt Folkeparti                        | 12.224  | 3,9 %   | + 0,3   | 1        | -       | Arne Bjerregaard                                                                     |
| Y. Venstresocialisterne                         | 4.807   | 1,5 %   | + 0,1   | 1        | -       | Elisabeth Bruun Olesen                                                               |
| E. Danmarks Retsforbund                         | 4.135   | 1,3 %   | + 0,0   |          |         |                                                                                      |
| K. Danmarks kommunistiske Parti                 | 1.362   | 0,4 %   | - 0,4   |          |         |                                                                                      |
| I. Internationalen - Socialistisk Arbejderparti | 209     | 0,1 %   | + 0,0   |          |         |                                                                                      |
| L. Marxistisk-Leninistisk Parti                 | 94      | 0,0 %   | ny      |          | ny      |                                                                                      |
| Gyldige stemmer i alt                           | 314.469 | 314.469 | 314.469 | 314.469  | 314.469 | 314.469                                                                              |
| Afgivne stemmer i alt                           | 316.500 | 316.500 | 316.500 | 316.500  | 316.500 | 316.500                                                                              |
| Valgdeltagelse                                  | 87,7 %  | 87,7 %  | + 4,6   | + 4,6    | + 4,6   | + 4,6                                                                                |

### Folketingsvalget 1981
| Liste                                           | Stemmer | Stemmer | +/-     | Mandater | +/-     | Valgte                                                                               |
| ----------------------------------------------- | ------- | ------- | ------- | -------- | ------- | ------------------------------------------------------------------------------------ |
| A. Socialdemokratiet                            | 102.999 | 35,1 %  | - 3,4   | 6        | -       | Kjeld Olesen, J. Risgaard Knudsen, Kaj Poulsen, Arne Jensen, Mette Groes, Ole Stavad |
| V. Venstre, Danmarks liberale Parti             | 43.834  | 14,9 %  | - 1,5   | 2        | - 1     | Bjørn Elmquist, Mette Madsen                                                         |
| Z. Fremskridtspartiet                           | 33.191  | 11,3 %  | - 2,5   | 2        | -       | Kristen Poulsgaard, T. Barsøe-Carnfeldt                                              |
| C. Det konservative Folkeparti                  | 31.147  | 10,6 %  | + 0,9   | 2        | -       | Ib Stetter, Niels Ahlmann-Ohlsen                                                     |
| M. Centrum-Demokraterne                         | 26.134  | 8,9 %   | + 5,5   | 1        | -       | Birgith Mogensen                                                                     |
| F. Socialistisk Folkeparti                      | 23.827  | 8,1 %   | + 3,9   | 1        | -       | Ib Bjørn Poulsen                                                                     |
| B. Det radikale Venstre                         | 11.308  | 3,8 %   | - 0,4   | 1        | -       | Hans Larsen-Ledet                                                                    |
| Q. Kristeligt Folkeparti                        | 10.491  | 3,6 %   | - 0,3   | 1        | -       | Arne Bjerregaard                                                                     |
| Y. Venstresocialisterne                         | 3.976   | 1,4 %   | - 0,8   | 1        | -       | Anne Grete Holmsgård                                                                 |
| E. Danmarks Retsforbund                         | 3.731   | 1,3 %   | - 0,9   |          | - 1     |                                                                                      |
| K. Danmarks kommunistiske Parti                 | 2.210   | 0,8 %   | - 0,5   |          |         |                                                                                      |
| R. Arbejderpartiet (KAP)                        | 246     | 0,1 %   | - 0,1   |          |         |                                                                                      |
| I. Internationalen - Socialistisk Arbejderparti | 146     | 0,1 %   | ny      |          | ny      |                                                                                      |
| Gyldige stemmer i alt                           | 293.240 | 293.240 | 293.240 | 293.240  | 293.240 | 293.240                                                                              |
| Afgivne stemmer i alt                           | 294.883 | 294.883 | 294.883 | 294.883  | 294.883 | 294.883                                                                              |
| Valgdeltagelse                                  | 83,1 %  | 83,1 %  | - 1,8   | - 1,8    | - 1,8   | - 1,8                                                                                |

### Folketingsvalget 1979
| Liste                               | Stemmer | Stemmer | +/-     | Mandater | +/-     | Valgte                                                                                          |
| ----------------------------------- | ------- | ------- | ------- | -------- | ------- | ----------------------------------------------------------------------------------------------- |
| A. Socialdemokratiet                | 113.614 | 38,5 %  | + 2,8   | 6        | + 1     | Poul Dalsager, J. Risgaard Knudsen, Mette Groes, Kaj Poulsen, Poul G. Mortensen, Magnus Demsitz |
| V. Venstre, Danmarks liberale Parti | 48.414  | 16,4 %  | + 0,8   | 3        | + 1     | Bjørn Elmquist, Mette Madsen, Helge Bundgaard Nielsen                                           |
| Z. Fremskridtspartiet               | 40.666  | 13,8 %  | - 3,1   | 2        | - 1     | Kirsten Jacobsen, Kristen Poulsgaard                                                            |
| C. Det konservative Folkeparti      | 28.621  | 9,7 %   | + 2,9   | 2        | + 1     | Ib Stetter, Niels Andersen                                                                      |
| F. Socialistisk Folkeparti          | 12.367  | 4,2 %   | + 1,7   | 1        | -       | Ib Bjørn Poulsen                                                                                |
| B. Det radikale Venstre             | 12.270  | 4,2 %   | + 1,2   | 1        | -       | Jens Jørgen Bolvig                                                                              |
| Q. Kristeligt Folkeparti            | 11.577  | 3,9 %   | - 1,4   | 1        | -       | Arne Bjerregaard                                                                                |
| M. Centrum-Demokraterne             | 10.067  | 3,4 %   | - 2,6   | 1        | -       | Birgith Mogensen                                                                                |
| E. Danmarks Retsforbund             | 6.496   | 2,2 %   | - 0,6   | 1        | -       | Ole Flygaard                                                                                    |
| Y. Venstresocialisterne             | 6.389   | 2,2 %   | + 0,7   | 1        | -       | Steen Folke                                                                                     |
| K. Danmarks kommunistiske Parti     | 3.968   | 1,3 %   | - 1,6   |          | - 1     |                                                                                                 |
| R. Arbejderpartiet KAP              | 708     | 0,2 %   | ny      |          | ny      |                                                                                                 |
| Gyldige stemmer i alt               | 295.157 | 295.157 | 295.157 | 295.157  | 295.157 | 295.157                                                                                         |
| Afgivne stemmer i alt               | 296.912 | 296.912 | 296.912 | 296.912  | 296.912 | 296.912                                                                                         |
| Valgdeltagelse                      | 84,9 %  | 84,9 %  | - 3,0   | - 3,0    | - 3,0   | - 3,0                                                                                           |

### Folketingsvalget 1977
| Liste                               | Stemmer | Stemmer | +/-     | Mandater | +/-     | Valgte                                                                    |
| ----------------------------------- | ------- | ------- | ------- | -------- | ------- | ------------------------------------------------------------------------- |
| A. Socialdemokratiet                | 101.953 | 35,7 %  | + 6,4   | 5        | -       | Kaj Poulsen, Poul Dalsager, Mette Groes, J. Risgaard Knudsen, Orla Møller |
| Z. Fremskridtspartiet               | 48.140  | 16,9 %  | + 1,3   | 3        | -       | Kirsten Jacobsen, Kristen Poulsgaard, Finnur Erlendsson                   |
| V. Venstre, Danmarks liberale Parti | 44.546  | 15,6 %  | - 11,7  | 2        | - 3     | Mette Madsen, Jørgen Brøndlund Nielsen                                    |
| C. Det konservative Folkeparti      | 19.566  | 6,8 %   | + 2,6   | 1        | -       | Ib Stetter                                                                |
| M. Centrum-Demokraterne             | 17.149  | 6,0 %   | + 4,1   | 1        | + 1     | Ernst Prehn                                                               |
| Q. Kristeligt Folkeparti            | 15.127  | 5,3 %   | - 1,7   | 1        | -       | Arne Bjerregaard                                                          |
| B. Det radikale Venstre             | 8.651   | 3,0 %   | - 2,8   | 1        | -       | Jens Jørgen Bolvig                                                        |
| K. Danmarks kommunistiske Parti     | 8.260   | 2,9 %   | - 0,3   | 1        | -       | Villy Fuglsang                                                            |
| E. Danmarks Retsforbund             | 7.937   | 2,8 %   | + 1,1   | 1        | + 1     | Svend Hjortlund                                                           |
| F. Socialistisk Folkeparti          | 7.066   | 2,5 %   | - 0,3   | 1        | -       | Ib Bjørn Poulsen                                                          |
| Y. Venstresocialisterne             | 4.351   | 1,5 %   | + 0,3   | 1        | -       | Carl Thio Tyroll                                                          |
| P. Pensionistpartiet                | 2.728   | 1,0 %   | ny      |          | ny      |                                                                           |
| Gyldige stemmer i alt               | 285.474 | 285.474 | 285.474 | 285.474  | 285.474 | 285.474                                                                   |
| Afgivne stemmer i alt               | 286.811 | 286.811 | 286.811 | 286.811  | 286.811 | 286.811                                                                   |
| Valgdeltagelse                      | 87,9 %  | 87,9 %  | + 0,1   | + 0,1    | + 0,1   | + 0,1                                                                     |

### Folketingsvalget 1975
| Liste                               | Stemmer | Stemmer | +/-     | Mandater | +/-     | Valgte                                                                             |
| ----------------------------------- | ------- | ------- | ------- | -------- | ------- | ---------------------------------------------------------------------------------- |
| A. Socialdemokratiet                | 82.030  | 29,3 %  | + 4,3   | 5        | + 1     | Orla Møller, J. Risgaard Knudsen, Poul Dalsager, Kaj Poulsen, Poul G. Mortensen    |
| V. Venstre, Danmarks liberale Parti | 76.260  | 27,3 %  | + 11,1  | 5        | + 3     | Mette Madsen, Bertel Haarder, Søren Jensen, Jørgen Brøndlund Nielsen, Frede Houbak |
| Z. Fremskridtspartiet               | 43.558  | 15,6 %  | - 2,9   | 3        | -       | Kirsten Jacobsen, Finnur Erlendsson, Mogens Tange                                  |
| Q. Kristeligt Folkeparti            | 19.671  | 7,0 %   | + 0,9   | 1        | -       | Arne Bjerregaard                                                                   |
| B. Det radikale Venstre             | 16.306  | 5,8 %   | - 4,5   | 1        | - 1     | Per Gudme                                                                          |
| C. Det konservative Folkeparti      | 11.697  | 4,2 %   | - 3,0   | 1        | -       | Ib Stetter                                                                         |
| K. Danmarks kommunistiske Parti     | 8.863   | 3,2 %   | + 0,5   | 1        | -       | Villy Fuglsang                                                                     |
| F. Socialistisk Folkeparti          | 7.956   | 2,8 %   | - 0,9   | 1        | -       | Henning Philipsen                                                                  |
| M. Centrum-Demokraterne             | 5.196   | 1,9 %   | - 4,8   |          | - 1     |                                                                                    |
| E. Danmarks Retsforbund             | 4.681   | 1,7 %   | - 1,1   |          | - 1     |                                                                                    |
| Y. Venstresocialisterne             | 3.383   | 1,2 %   | + 0,4   | 1        | + 1     | Kurt Hansen                                                                        |
| Gyldige stemmer i alt               | 279.601 | 279.601 | 279.601 | 279.601  | 279.601 | 279.601                                                                            |
| Afgivne stemmer i alt               | 280.948 | 280.948 | 280.948 | 280.948  | 280.948 | 280.948                                                                            |
| Valgdeltagelse                      | 87,8 %  | 87,8 %  | - 0,8   | - 0,8    | - 0,8   | - 0,8                                                                              |

### Folketingsvalget 1973
| Liste                               | Stemmer | Stemmer | +/-     | Mandater | +/-     | Valgte                                                             |
| ----------------------------------- | ------- | ------- | ------- | -------- | ------- | ------------------------------------------------------------------ |
| A. Socialdemokratiet                | 69.844  | 25,0 %  | - 12,4  | 4        | - 2     | Orla Møller, J. Risgaard Knudsen, Poul Dalsager, Poul G. Mortensen |
| Z. Fremskridtspartiet               | 51.693  | 18,5 %  | ny      | 3        | ny      | Finnur Erlendsson, Kaj K. Larsen, Kirsten Jacobsen                 |
| V. Venstre, Danmarks liberale Parti | 45.198  | 16,2 %  | - 5,8   | 2        | - 2     | Mette Madsen, Jørgen Brøndlund Nielsen                             |
| B. Det radikale Venstre             | 28.738  | 10,3 %  | - 2,9   | 2        | -       | Per Gudme, Erik Hansen                                             |
| C. Det konservative Folkeparti      | 20.196  | 7,2 %   | - 6,1   | 1        | - 1     | Ib Stetter                                                         |
| M. Centrums-Demokraterne            | 18.651  | 6,7 %   | ny      | 1        | ny      | Børge G. Johansen                                                  |
| Q. Kristeligt Folkeparti            | 16.965  | 6,1 %   | + 2,6   | 1        | + 1     | Arne Bjerregaard                                                   |
| F. Socialistisk Folkeparti          | 10.478  | 3,7 %   | - 2,7   | 1        | -       | Henning Philipsen                                                  |
| E. Danmarks Retsforbund             | 7.973   | 2,8 %   | + 0,7   | 1        | + 1     | Ole Flygaard                                                       |
| K. Danmarks kommunistiske Parti     | 7.450   | 2,7 %   | + 1,4   | 1        | + 1     | Villy Fuglsang                                                     |
| Y. Venstresocialisterne             | 2.301   | 0,8 %   | + 0,0   |          |         |                                                                    |
| Alex Larsen                         | 113     | 0,0 %   | ny      |          | ny      |                                                                    |
| Gyldige stemmer i alt               | 279.600 | 279.600 | 279.600 | 279.600  | 279.600 | 279.600                                                            |
| Afgivne stemmer i alt               | 280.900 | 280.900 | 280.900 | 280.900  | 280.900 | 280.900                                                            |
| Valgdeltagelse                      | 88,6 %  | 88,6 %  | + 2,1   | + 2,1    | + 2,1   | + 2,1                                                              |

### Folketingsvalget 1971
| Liste                               | Stemmer | Stemmer | Mandater | Valgte                                                                                            |
| ----------------------------------- | ------- | ------- | -------- | ------------------------------------------------------------------------------------------------- |
| A. Socialdemokratiet                | 97.413  | 37,4 %  | 6        | Orla Møller, J. Risgaard Knudsen, Evald Kristensen, K. Axel Nielsen, Poul Dalsager, Peter Nielsen |
| V. Venstre, Danmarks liberale Parti | 57.305  | 22,0 %  | 4        | Mette Madsen, Søren Jensen, Jørgen Brøndlund Nielsen, Jens Chr. Christensen                       |
| C. Det konservative Folkeparti      | 34.667  | 13,3 %  | 2        | Ib Stetter, Knud Østergaard                                                                       |
| B. Det radikale Venstre             | 34.312  | 13,2 %  | 2        | Per Gudme, Erik Hansen                                                                            |
| F. Socialistisk Folkeparti          | 16.659  | 6,4 %   | 1        | Henning Philipsen                                                                                 |
| Q. Kristeligt Folkeparti            | 9.139   | 3,5 %   |          |                                                                                                   |
| E. Danmarks Retsforbund             | 5.427   | 2,1 %   |          |                                                                                                   |
| K. Danmarks kommunistiske Parti     | 3.236   | 1,3 %   |          |                                                                                                   |
| Y. Venstresocialisterne             | 2.071   | 0,8 %   |          |                                                                                                   |
| Gyldige stemmer i alt               | 260.229 | 260.229 | 260.229  | 260.229                                                                                           |
| Afgivne stemmer i alt               | 261.759 | 261.759 | 261.759  | 261.759                                                                                           |
| Valgdeltagelse                      | 86,5 %  | 86,5 %  | 86,5 %   | 86,5 %                                                                                            |